# Юр'ївська сільська рада (Царичанський район)
| Юр'ївська сільська рада — колишній орган місцевого самоврядування у Царичанському районі Дніпропетровської області з адміністративним центром у c. Юр'ївка. Рада створена у 1950 році. 1974 року до її складу увійшли нищенаведені села. Сільській раді підпорядковані населені пункти: - c. Юр'ївка - с. Ненадівка - с. Преображенка - с. Семенівка |

## Населення
Населення — 1 590 осіб (станом на 2013 рік).

## Територія
Територія ради розташована на північному заході району на межі з Магдалинівським районом і займає площу 11,35 км², з яких під забудовою 2,53 км², ріллі — 77,1133 км², пасовищ — 19,3377 км², ліс — 2,599 км², заказники, заповідники, рекреаційні зони — 0,0769 км².

## Склад ради
Рада складається з 16 депутатів та голови.

## Керівний склад сільської ради
| ПІБ                         | Основні відомості                                                         | Дата обрання | Дата звільнення |
| --------------------------- | ------------------------------------------------------------------------- | ------------ | --------------- |
| Підопригора Микола Іванович | Сільський голова, 1957 року народження, освіта, безпартійний              | 26.03.2006   | 31.10.2010      |
| Підопригора Микола Іванович | Сільський голова, 1957 року народження, освіта вища, член Партії регіонів | 31.10.2010   |                 |

Примітка: таблиця складена за даними джерела

## Соціальна сфера
На території ради діють:
- дві загальноосвітні школи І-ІІ ступенів акредитації (Преображенка, Юр'ївка);
- дошкільний навчальний заклад «Малятко» (Преображенка);
- два фельдшерсько-акушерські пункти (Преображенка, Юр'ївка);
- два сільських будинки культури (Преображенка, Юр'ївка);
- дві сільські бібліотеки (Преображенка, Юр'ївка)[1].

## Економіка
На території сільської ради діють такі підприємства:
- СФГ «Нове», СФГ «Людмила», СФГ «Вікторія», СФГ «Сяйво», СФГ «Гружинскас», СФГ «Теліпко», СФГ «Росток», ФГ «Алгоритм», ФГ «Миколаївка», ФГ «Льонок», ФГ «Кедр», ФГ «Бабанське», ФГ «Вікторія-Р», ФГ «Левада», ФГ «Колос», ФГ «Ненадівка», ФГ «Комарівка», ФГ «Супина», ФГ «Адоніс», ФГ «Оріон», ПП «Глущенко», ФГ «Сяйво-2»[1].